# Kanton Rijsel-4
Kanton Rijsel-4 (Frans: Canton de Lille-4) is een kanton in het Franse Noorderdepartement. Het kanton maakt deel uit van het arrondissement Rijsel. Het kanton Rijsel-4 bestaat uit twee gemeenten en een gedeelte van de gemeente Rijsel (Frans: Lille)  Het kanton is in 2015 gevormd uit gedeelten van de voormalige kantons: kanton Rijsel-Centrum, kanton Rijsel-Zuid-Oost en kanton Rijsel-Zuid.

## Gemeenten
Het kanton Rijsel-4 bevat de volgende gemeenten:
- Lezennes
- Ronchin
- Rijsel (Frans: Lille) (gedeeltelijk) (hoofdplaats)